# Refugio de Sierra Pascuala
Refugio de Sierra Pascuala este o arie protejată (arie specială de conservare — SAC, sit de importanță comunitară — SCI) din Spania întinsă pe o suprafață de 3,14 ha, integral pe uscat.

## Localizare
Centrul sitului Refugio de Sierra Pascuala este situat la coordonatele 38°27′27″N 6°32′36″W / 38.4575°N 6.543333°V.

## Înființare
Situl Refugio de Sierra Pascuala a fost declarat sit de importanță comunitară în aprilie 1999 pentru a proteja 4 specii de animale. Situl a fost protejat și ca arie specială de conservare în mai 2015.

## Biodiversitate
Situată în ecoregiunea mediteraneană, aria protejată conține 2 habitate naturale: Dehesas cu Quercus spp. perene, Peșteri inaccesibile publicului.
La baza desemnării sitului se află mai multe specii protejate de  mamifere (4): liliac cu aripi lungi (Miniopterus schreibersii), liliac comun (Myotis myotis), liliacul mare cu potcoavă (Rhinolophus ferrumequinum), liliacul cu potcoavă a lui méhely (Rhinolophus mehelyi).